# Henrik Evertsson
Henrik Evertsson, född 1987 i Östersund, är en svensk journalist, fotograf och dokumentärfilmare. Evertsson har bland annat fått det norska Journalistförbundets pris Årets frilansare för dokumentären Raskrigarna, en dokumentär om Nordiska motståndsrörelsen och dess aktiviteter i Sverige.
I september 2020 sändes en dokumentärfilm om Estoniakatastrofen som regisserades av Evertsson och producerades av Monster Media, Estonia – fyndet som förändrar allt. I dokumentären finns nytt filmmaterial från dykningar vid M/S Estonias vrak, som bland annat föranledde ett åtal mot Evertsson för brott mot griftefrid. Svenska Dagbladets ledarsida kallade upptäckterna för "besvärande", och menade att de nya upptäckterna pekar på att katastrofen måste utredas på nytt. Evertsson tilldelades Stora journalistpriset 2020 i kategorin Årets avslöjande för dokumentären – men Föreningen Vetenskap och Folkbildning utsåg Henrik Evertsson och juryn till Årets Förvillare 2021.
Evertsson har tidigare bland annat varit journalist på Länstidningen Östersund.
I september 2022 dömde Göteborgs tingsrätt Evertsson och vrakexperten Linus Andersson för brott mot lagen om gravfrid; påföljden blev dagsböter.
Dokumentären "Estonia och myterna" från SVT (2023) tar upp Evertssons dokumentär och säger att han förfalskat material till sin dokumentär.